# 比尔·扬
查尔斯·威廉·“比尔”·杨（英語：Charles William "Bill" Young，1930年12月6日—2013年10月18日）为美国共和党籍政治人物，于1971年至2013年间担任联邦众议员，并于1999年至2005年间担任众议院拨款委员会主席。比尔·扬在2013年于任内逝世，在当时是任期最长的共和党籍国会议员。

## 早年生活
比尔·扬于1930年生于宾夕法尼亚州哈马维尔，该地位于匹兹堡市郊。他拥有德裔、爱尔兰裔以及瑞士裔血统。他在宾夕法尼亚州煤城的一个猎枪小屋中长大。他的父亲在他小时候就抛弃了其家庭，而他的家庭更是在其六岁时被洪水冲毁。不过幸运的是他的一位叔叔在佛罗里达州有一个狩猎营地，他们家在其16岁时得以搬迁于此。